# Daniel Carlos Silva Anjos
Daniel Carlos Silva Anjos (født 23. november 1979) er en tidligere brasiliansk fodboldspiller.